# 望月千代女
望月 千代女（もちづき ちよじょ / ちよめ）、望月 千代女房、あるいは望月 千代は、信濃国望月城主望月盛時の妻、信濃国の滋野氏の末裔で、戦国時代における信濃巫の巫女頭（歩き巫女）とされる人物である。くノ一だったとする俗説がある。

## 概要
望月千代の名前が知られるようになったのは、中山太郎『日本巫女史』（大岡山書店、1930年）である。同書には「千代女房」なる巫女が1569年（永禄12年）に武田信玄から与えられた朱印状が掲載されており、千代女はこの免許状で甲斐と信濃の両国の神子頭に任じられたという。千代女は川中島の戦いで戦死した信玄の甥・望月盛時（印月斎）の後室で、旧縁を頼って信濃国小県郡祢津村に移住したといい、この結果、祢津村は江戸期を通じて巫女村として栄えることになったとされる。
同様の話は、福田晃『神道集説話の成立』（三弥井書店、1984年）にも記載され、このほか、信濃巫の宰領の家筋である篠原家に、信玄が1569年に千代女房に与えた免許状の写しが伝わっているという話も記されている。また、福田は望月氏後室が神子頭とされることには注目しつつも、信玄の免許状や千代女に関する伝承の信憑性については疑念を示している。

## 「くノ一」とする俗説
通俗書では女忍者と説明されることもあるが、この説の初出は時代考証家の稲垣史生が著した『考証日本史』（新人物往来社、1971年）である。稲垣は前述の中山の著書を種本としつつ、仮にも武将の妻が巫女のような低い身分と直接関わることは考えにくいことを根拠に、祢津村の巫女たちはくノ一であり、武田家のために各地で情報収集を行ったという仮説を説いた。
望月千代女の名が広まったきっかけは、1991年の『決定版「忍者」の全て』（『歴史読本 臨時増刊号』1991年）に名和弓雄が千代女の伝記と称する2ページの記事を載せたこととみられる。この雑誌の同号では丹野史良も千代女の存在を肯定している。なお、この記事において名和は千代女が上忍であった旨を述べているが、そもそも忍者には「上忍・中忍・下忍」という名称の階層区分は存在しない。
三重大学人文学部准教授の吉丸雄哉は、稲垣のくノ一説について内容の大部分が憶測だけで書かれていると指摘している。

### 稲垣の主張
稲垣の『考証日本史』において、千代女の記述があるのは全13章の内の「武田信玄と巫女村」である。稲垣は同章で
1. 第4次川中島の合戦の局所戦を詳細に述べ、
2. 望月千代女の夫とされる望月盛時がそこで討ち死にし、
3. 望月盛時の討ち死後、武田信玄が千代女に朱印状（免許状）を渡し、それが巫女村が生まれた機縁になり、
4. 巫女達は諜報活動をし、
5. 望月千代女も影で忍者として活動した

としている。

### 「くノ一」の俗説への反証
これらのくノ一説について三重大学人文学部准教授の吉丸雄哉は、稲垣の著書について下記のような点を挙げ、内容の大部分が憶測だけで書かれていると指摘している。
1. そもそも第4次川中島の合戦の局所戦を『考証日本史』の記述ほど詳細に述べる史料は存在しない[6]。
2. 望月盛時は詳細不明の人物であり、この合戦で討ち死したのは望月盛時でなく望月信頼である[12][注釈 1]。
3. 2017年現在、信玄の免許状は所在不明である[12]。また、一般論からいえばこの種の免許状は偽物が多いため、再検討が必要である[12]。
4. 巫女が諜報活動をしたというのは憶測に過ぎない[12]。
5. 前述した中山による種本にも「女忍者」、「忍び」といった言葉は登場せず、すべて稲垣の憶測である[12]。

なお吉丸は、千代女が孤児の少女たちを祢津村に集め、忍術や色香で男を惑わして情報収集する方法などを教えていたという旨がウィキペディアに記載されていたことに触れ、千代女を忍者とした稲垣の文献にすらそのようなことは書かれていないと述べる。

## 武田氏女忍者の存在の可能性
歩き巫女研究家の石川好一は、望月千代女が忍者だという資料については信憑性に欠けるとしながらも、歩き巫女を統率した神事舞太夫の子孫の家に人相書きが伝わっており、何らかの情報活動を行っていた可能性はあると述べている。
また、松代藩に伝わる伊賀流と甲賀流の両流の名を冠した武田系の忍術伝書には「聖女」という伝承者の名前が記されており、女性で忍術を会得したものも存在したのではないかと推測されている。

## 登場作品
映画
- 『真田幸村の謀略』（東映、1979年、演：丹阿弥谷津子）

テレビドラマ
- 『どうする家康』（NHK大河ドラマ、2023年、演：古川琴音）